# Ерик Сманда
Ерик Кайл Сманда (на английски: Eric Kyle Szmanda) е американски актьор. Играе ролята на Грег Сандърс в „От местопрестъплението“ още от самото започване на сериала през 2000 г. до края му през 2015 г.

## Ранен живот и образование
Роден е на 24 юли 1975 г. в Мукуонаго, Уисконсин в семейството на Илейн (родена Ендърс) и Доналд Сманда. Има двама братя – Брет и Роб. Учи в тамошната гимназия и на 19 години завършва Американската академия за драматични изкуства в Пасадина, Калифорния.